# Amine Laâlou
Amine Laâlou (né le 13 mai 1982 à Salé) est un athlète marocain spécialiste du demi-fond.

## Biographie
Il commence sa carrière amateur en 1999 et devient professionnel en 2004 au club du AS Salé ; il participe à sa première compétition importante de sa carrière en 2004 : il s'agit du Championnat du Monde de salle à Budapest et termine 4e du 800m.

### Carrière d'athlète
En 2004, il participe à sa première compétition internationale, le Championnat du Monde de salle, et termine 4e du 800m.
En 2009, aux Jeux de la Francophonie, il remporte deux médailles d'or au 800m et au 1500m et la médaille d'argent du 4x400m.
Il remporte le 1 500 m de la Coupe continentale d'athlétisme 2010 à Split en 3 min 35 s 49 en représentant l'Afrique. 
En 2012, Amine Laalou rate la compétition des Jeux olympiques 2012 à Londres pour cause de dopage, la fédération royale marocaine d'athlétisme le suspend en attendant que l’enquête se termine. Il est ainsi exclu des Jeux olympiques de Londres.

## Palmarès
| Date | Compétition                    | Lieu      | Résultat | Épreuve   |
| ---- | ------------------------------ | --------- | -------- | --------- |
| 2004 | Championnats du monde en salle | Budapest  | 4e       | 800 m     |
| 2004 | Finale mondiale                | Monaco    | 7e       | 800 m     |
| 2004 | Jeux panarabes                 | Alger     | 3e       | 800 m     |
| 2004 | Jeux panarabes                 | Alger     | 2e       | 4 x 400 m |
| 2005 | Jeux méditerranéens            | Almería   | 3e       | 800 m     |
| 2006 | Finale mondiale                | Stuttgart | 7e       | 800 m     |
| 2007 | Championnats du monde          | Osaka     | 6e       | 800 m     |
| 2007 | Finale mondiale                | Stuttgart | 4e       | 800 m     |
| 2008 | Finale mondiale                | Stuttgart | 5e       | 800 m     |
| 2009 | Jeux méditerranéens            | Pescara   | 1er      | 800 m     |
| 2009 | Championnats du monde          | Berlin    | 5e       | 800 m     |
| 2009 | Jeux de la Francophonie        | Beyrouth  | 1er      | 800 m     |
| 2009 | Jeux de la Francophonie        | Beyrouth  | 1er      | 1 500 m   |
| 2009 | Jeux de la Francophonie        | Beyrouth  | 2e       | 4 x 400 m |
| 2009 | Championnats panarabes         | Damas     | 1er      | 1 500 m   |
| 2010 | Championnats du monde en salle | Doha      | 5e       | 1 500 m   |
| 2010 | Championnats d'Afrique         | Nairobi   | 2e       | 1 500 m   |
| 2010 | Coupe continentale             | Split     | 1er      | 1 500 m   |
| 2012 | Championnats du monde en salle | Istanbul  | 9e       | 1 500 m   |

## Records personnels
| Épreuve         | Performance   | Lieu      | Date            |
| --------------- | ------------- | --------- | --------------- |
| 800 m           | 1 min 43 s 25 | Rome      | 14 juillet 2006 |
| 800 m (salle)   | 1 min 45 s 96 | Stockholm | 20 février 2007 |
| 1 500 m         | 3 min 29 s 53 | Monaco    | 22 juillet 2010 |
| 1 500 m (salle) | 3 min 39 s 96 | Doha      | 12 mars 2010    |
| Mile            | 3 min 50 s 22 | Eugene    | 3 juillet 2010  |